# Elefteri Elefterow
Elefteri Sławow Elefterow (bulg. Елефтери Славов Елефтеров; ur. 12 czerwca 1952 w Grudowie) – bułgarski aktor.
W 1979 roku ukończył Narodową Akademię Sztuki Teatralnej i Filmowej imienia Krystjo Sarafowa w Sofii.

## Filmografia

### Kino
| Rok  | Tytuł                           | Rola        |
| ---- | ------------------------------- | ----------- |
| 1978 | Służebno położenije – ordinarec | Ordinarecyt |
| 1980 | Jumruci w prystta               |             |
| 1982 | Ławina                          | Rad         |
| 1983 | Orisija                         | chłopiec    |
| 1984 | Poet i djawoła                  | obcy        |
| 1985 | Romanticzna istorija            | Adaszyt     |
| 1986 | Te naddelaha                    | Zachari     |
| 1986 | Eszełonite na smyrtta           |             |
| 1987 | Njakoj pred wratata             | Stilan      |
| 1990 | Pod igoto                       | Munczo      |
| 1993 | Sezon na kanarki                | Sławczo     |